# Adolfo Bergamini
Adolfo Bergamini (Cataguases, 11 de octubre de 1886 - Río de Janeiro, 7 de enero de 1945) fue un político brasileño. Ejerció el cargo de interventor de la ciudad de Río de Janeiro (entonces distrito federal) entre 1930 y 1931 tras la victoria de la revolución de 1930 y el exilio del entonces alcalde Antônio da Silva Prado Júnior. El cargo de interventor fue equivalente al del alcalde y durante su gestión, para atender las necesidades del erario municipal, instituyó las famosas "bergaminas" que eran títulos de deuda pública.